# Modulação por densidade de pulso
Modulação por densidade de pulsos, ou PDM (do termo em Inglês - pulse-density modulation), é uma forma de modulação usada para representar um sinal analógico com um sinal digital. Em um sinal PDM, valores específicos de amplitude não são codificados em códigos de pulsos de diferentes profundidades como eles deveriam ser na modulação por código de pulsos (PCM); Entretanto, a densidade relativa dos pulsos corresponde à amplitude do sinal analógico. A saída de um conversor digital-analógico de 1 bit é a mesma da modulação por densidade de pulsos codificando o sinal.
Modulação por largura de pulso (PWM) é um caso especial de modulação por densidade onde a frequência alternadora é fixa e todos os pulsos correspondem a uma amostra que são contíguos no sinal digital.
Para uma voltagem de 50% com uma resolução de 8 bits, uma onda modulada por largura de pulsos terá um período de pico por 128 ciclos de tempo e depois terá outro período de vale pelos 128 ciclos de tempo restantes. Com a modulação por densidade de pulsos e o mesmo tempo de ciclo o sinal deve alternar entre ligado (pico) e desligado (vale) em cada ciclo seguinte. A média é de 50% para ambas as formas de onda, mas o sinal modulado por densidade se alterna mais frequentemente. Para 100% de nível ou 0%, elas são idênticas.

## Descrição
Em um fluxo de bits com esta modulação, um 1 corresponde a um pulso de polaridade positiva (+A) e um 0 corresponde a um pulso de polaridade negativa (-A). Matematicamente, isso pode ser representado como:
Falhou a verificação gramatical (SVG (MathML pode ser ativado através de uma extensão do ''browser''): Resposta inválida ("Math extension cannot connect to Restbase.") do servidor "http://localhost:6011/pt.wikipedia.org/v1/":): {\displaystyle  x[n] = -A (-1)^{a[n]} \ }

onde x[n] é o fluxo de bits bipolar (tanto -A ou +A) e a[n] é o fluxo de bits binário correspondente (tanto 0 ou 1). Um fluxo consistindo de somente 1 deve corresponder ao valor máximo de amplitude (positivo), e de somente 0 deve corresponder ao valor mínimo de amplitude (negativo), e 0 e 1 alternados deve corresponder a um valor de amplitude 0. A forma de onda com amplitude contínua é recuperada pelo filtro passa-baixo filtrando o fluxo de bits da modulação por densidade bipolar.

## Exemplos
Um único período de uma função senoidal, amostrado 100 vezes e representado como um fluxo de bits modulado por densidade de pulsos, é:
0101011011110111111111111111111111011111101101101010100100100000010000000000000000000001000010010101

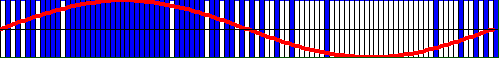
Um exemplo de modulação por densidade de 100 amostras de um único período de uma onda senoidal. 1 representados em azul, 0 representados em brancos, sobrepostos com a onda.

Dois períodos de uma frequência mais alta de uma onda senoidal deve ser apresentada como:
0101101111111111111101101010010000000000000100010011011101111111111111011010100100000000000000100101

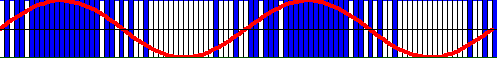
Um outro exemplo de modulação por densidade de 100 amostras de dois períodos de uma onda senoidal com o dobro da frequência

Em uma modulação por densidade de pulsos, uma densidade maior de 1 ocorre nos picos da onda, enquanto uma densidade mais baixa de 1 ocorre nos vales da mesma.

## Conversão analógico-digital
Um fluxo de bits PDM é codificado de um sinal analógico através do processo de modulação sigma-delta. Este processo usa um bit quantizador que produz tanto um 1 ou um 0 dependendo da amplitude do sinal analógico. Um 1 ou um 0 corresponde a um sinal que tem um nível alto ou baixo respectivamente. Porque no mundo real, sinais analógicos são raramente em um só nível (sem oscilação), há um erro de quantização, a diferença entre o 1 ou o 0 e a atual amplitude que isso representa. Esse erro é inserido de novo negativamente no processo de loop ΔΣ. Deste jeito, todo erro sucessivamente influencia toda outra medida de quantização e seu erro. Esse tem o efeito da média no erro de quantização.

## Conversão digital-analógica
Este processo de decodificar um sinal modulado por densidade de pulsos em um sinal analógico é simples: somente tem que passar o sinal modulado através de um filtro passa-baixo. Isso funciona porque a função de um filtro passa-baixo é essencialmente calcular a média do sinal. A amplitude média de pulsos é medida pela densidade deles no decorrer do tempo, além deste filtro ser a única etapa necessária no processo de decodificação.

## Relação com a biologia
Notavelmente, uma das formas que o sistema nervoso animal representa informação sensorial ou outra é através da codificação por ritmo, onde a magnitude do sinal é relacionada com o ritmo de disparos do neurônio sensorial. Em uma analogia direta, cada evento neural - chamado de potencial de ação - representa um bit (pulso), com o ritmo dos disparos do neurônio representando a densidade de pulso.

## Aplicações
Modulação por densidade de pulsos é um processo de codificação usado no formato de CD de Super Áudio, com o nome Direct Stream Digital (DSD).
Muitos sistemas transmitem som estéreo em uma trilha única de dados. No clock principal do sistema, no nível alto do ciclo dele se indica o bit do canal esquerdo, enquanto no nível baixo, é o momento do bit do canal direito.